# Lee Wan-koo
Lee Wan-koo (kor. 이완구, ur. 2 czerwca 1950 w Cheongyang, zm. 14 października 2021 w Seulu) – południowokoreański prawnik i polityk, prokurator; premier Korei Południowej od 16 lutego do 20 kwietnia 2015. Był trzykrotnym parlamentarzystą (początkowo partie „Nowa Korea” i Liberalni Demokraci) i od 2006 gubernatorem prowincji Chungcheong Południowy.
23 stycznia 2015 roku prezydent państwa Park Geun-hye wyznaczyła go jako lidera frakcji parlamentarnej Saenuri na nowego premiera w miejsce Jung Hong-wona, jednak przeciw tej kandydaturze protestowała opozycyjna partia Sojusz Nowych Polityków dla Demokracji. Ostatecznie powołany na premiera 16 lutego 2015 roku po głosowaniu parlamentarnym (148 głosów za, 128 przeciw, 5 wstrzymujących się). Był to już trzeci kandydat, wysunięty przez prezydent Park – poprzednich dwóch w 2014 roku wycofało się z kandydowania. W swoich przemówieniach zapowiada wspieranie polityki socjalno-ekonomicznej prezydent, która ma zdecydowanie dominującą rolę w państwie.
20 kwietnia ogłosił swą rezygnację ze względu na oskarżenia o korupcję, formalnie ustępując 27 kwietnia. Jego następcą jako p.o. premiera został Choi Kyoung-hwan, a jako pełnoprawny premier Hwang Kyo-ahn.